# جانغ سيل-جي
جانغ سيل-جي (بالإنجليزية: Jang Sel-gi) (31 مايو 1994) هي لاعبة كرة قدم كورية تلعب في مركز مدافع أو لاعبة وسط لمنتخب كوريا الجنوبية. لعبت سابقًا مع نادي إناك ليونيسا في دوري الياباني. حصلت على لقب أفضل لاعبة شابة في آسيا في عام 2013.

## روابط خارجية
- جانغ سيل-جي على موقع الاتحاد الدولي (مؤرشف)  (الإنجليزية)
- جانغ سيل-جي على موقع Soccerway.com (الإنجليزية)